# Miike Snow
Miike Snow е шведска инди рок група, основана през 2007 г. с членове Кристиан Карлсон (на шведски: Christian Karlsson), Понтус Уинберг (на шведски: Pontus Winnberg) и Андрю Уайът (на английски: Andrew Wyatt).
Групата заимства името си от фамилното име на оспорвания японски режисьор и продуцент Такаши Миике (на японски: 三池 崇史), чиято запазена марка е правенето на изключително кървави, пълни със секс и насилие филми, тип аниме.
Двама от музикантите на групата – Кристиан Карлсон и Понтус Уинберг, по-рано известни като Bloodshy & Avant, са продуцирали песни за множество известни изпълнители, някои от които са Кайли Миноуг, Бритни Спиърс и Мадона. За песента изпълнявана от Бритни – Toxic, Bloodshy & Avant биват номинирани за Грами.

## Дискография
| Година | Оригинално заглавие | Брой песни | Музикален издател                |
| ------ | ------------------- | ---------- | -------------------------------- |
| 2009   | Miike Snow          | 10         | Downtown Music                   |
| 2012   | Happy To You        | 11         | Columbia, Sony Music             |
| 2016   | III                 | 10         | Downtown Music, Atlantic Records |